# Ausztrál új hullám
Az ausztrál új hullám (ausztrál filmes megújulás, ausztrál filmreneszánsz), a második világháborút követő ausztrál mozgóképművészet első nagy aranykora.
Az 1960-as évek nagy ausztrál filmválságát az évtized végén csak kormányzati beavatkozással sikerült megállítani. A Gorton-kormány (1968-71) és a Whitlam-kormány (1972-1975) jelentős forrásokat szabadított fel és az Australian Film, Television and Rasio Schoolon keresztül támogatta az ausztrál film feltörekvő nemzedékét. Ennek eredményeképp 1970 és 1985 között rekordszámú, közel 400 film készült. Közös vonása volt a francia és olasz új hullámmal, hogy éppúgy a világháború töréséből fakadó válságra igyekezett választ és megoldást találni, illetve a korábbi művekhez képest frissebb ábrázolásmódot alkalmazott. A kameramunkát a nyílt terek szeretete, a narrációt és a tematikát a szexualitás és a hirtelen erőszak is áthatotta. Egyenes vonalú elbeszélés és az úgynevezett Ozploitation, azaz az ausztrál dialektus és kultúra megjelenítése is fontos alkotóelemnek tekinthető. Az Egyesült Államokban is népszerű, a 60-as években éppen kifutott korszak egyfajta ínyenc folytatásaként is értékelték, így népszerű volt a tengerentúlon.

## Jelentősebb filmek (1970-es évek)
- Stork (1971)
- Vándorrege (1971)
- Félelemben élni (1971)
- Barry McKenzie kalandjai (1972)
- Alvin Purple (1973)
- Párizs, a roncskocsik Mekkája (1974)
- Stone (1974)
- A hongkongi ember (1975)
- Piknik a Függő sziklánál (1975)
- Sunday Too Far Away (1975)
- Mad Dog Morgan (1976)
- Caddie (1976)
- A gonosz melegágya (1976)
- Don's Party (1976)
- Fantasm (1976)
- Deathcheaters (1976)
- Storm Boy (1976)
- Fantasm Comes Again (1977)
- Utánam a vízözön (1977)
- Summerfield (1977)
- The Getting of Wisdom (1977)
- Patrick (1978)
- Jimmie Blacksmith dala (1978)
- Véres hétvége (1978)
- Money Movers (1978)
- Newsfront (1978)
- Mad Max (1979)
- My Brilliant Career (1979)
- Snapshot (1979)
- The Odd Angry Shot (1979)
- Thirst (1979)
- The Plumber (1979)

## Jelentősebb filmek (1980-as évek)
- Breaker Morant (1980)
- The Club (1980)
- The Chain Reaction (1980)
- Manganinnie (1980)
- Harlequin (1980)
- Gallipoli (1981)
- Mad Max 2 (1981)
- Puberty Blues (1981)
- Roadgames (1981)
- Attack Force Z (1982)
- The Man from Snowy River (1982)
- Next of Kin (1982)
- Starstruck (1982)
- The Year of Living Dangerously (1982)
- BMX Bandits (1983)
- Razorback (1984)
- Bliss (1985)
- Mad Max Beyond Thunderdome (1985)
- Crocodile Dundee (1986)
- Malcolm (1986)
- Dead-End Drive In (1986)
- The Year My Voice Broke (1987)
- The Lighthorsemen (1987)
- Crocodile Dundee II (1988)
- Young Einstein (1988)
- Dead Calm (1989)

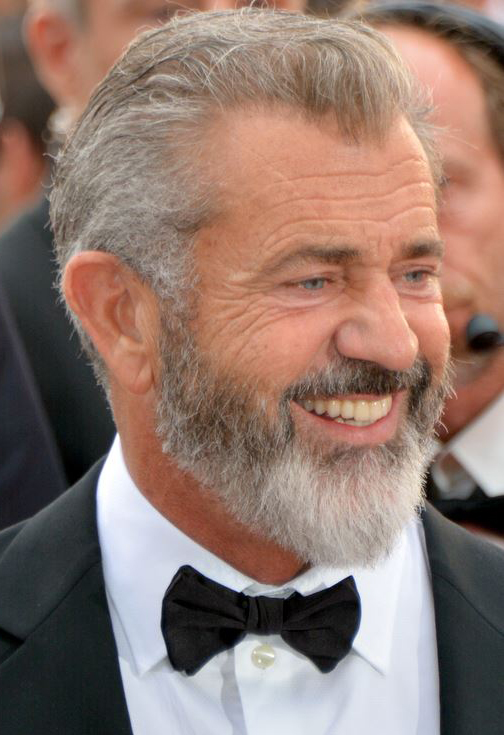
Mel Gibson
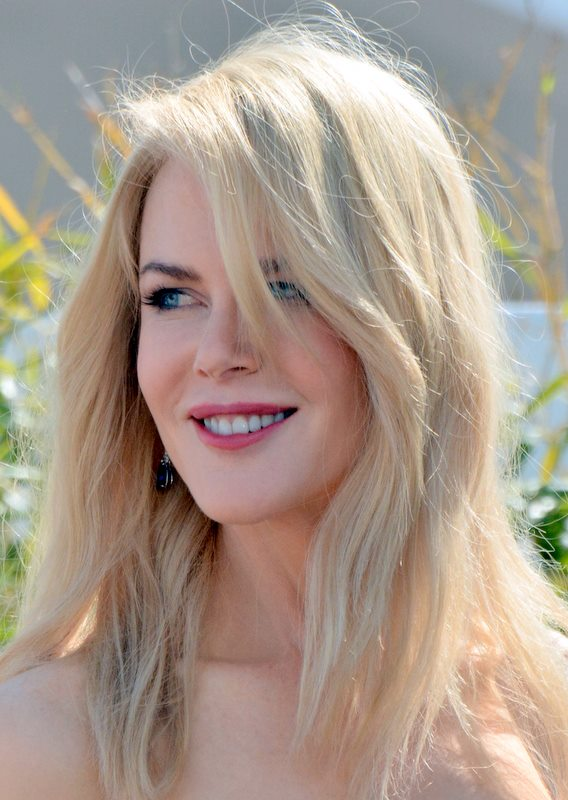
Nicole Kidman
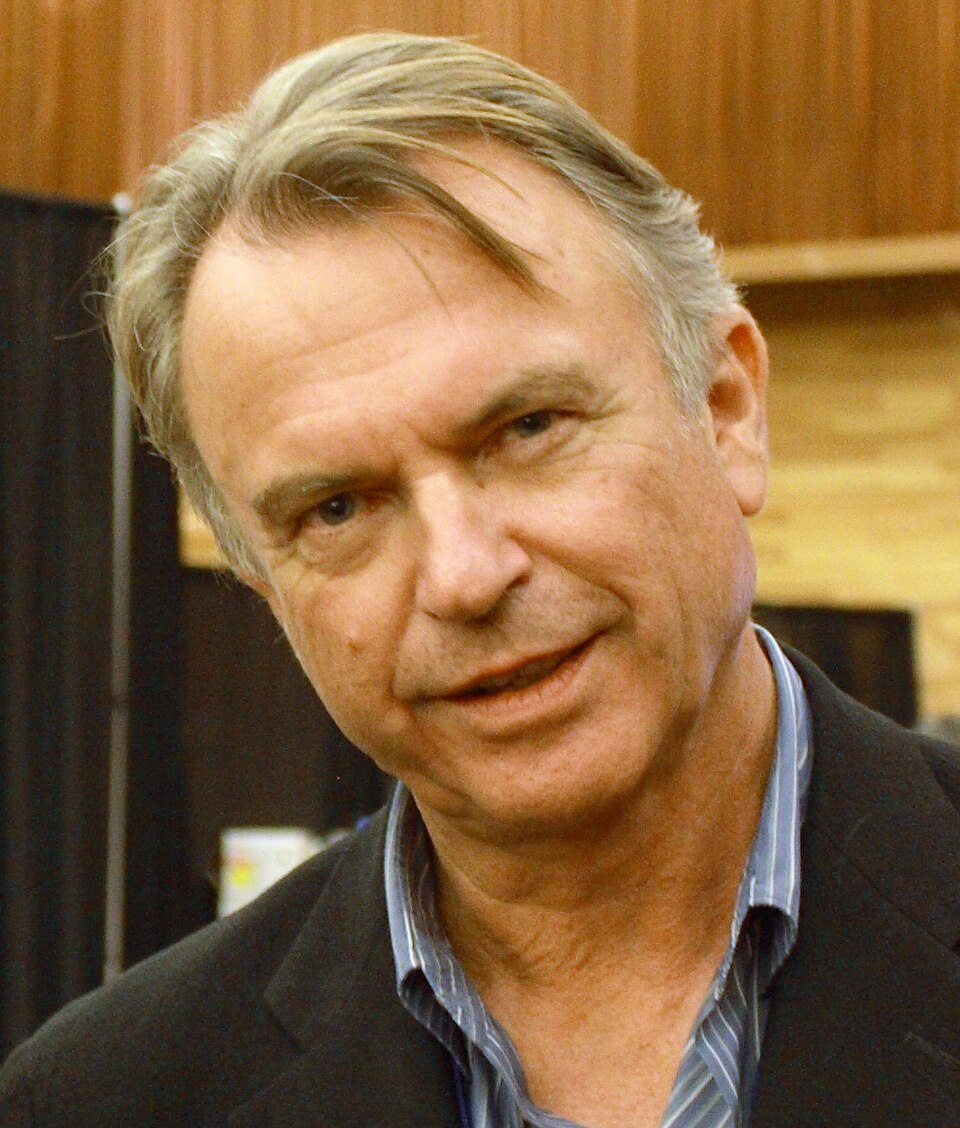
Sam Neill
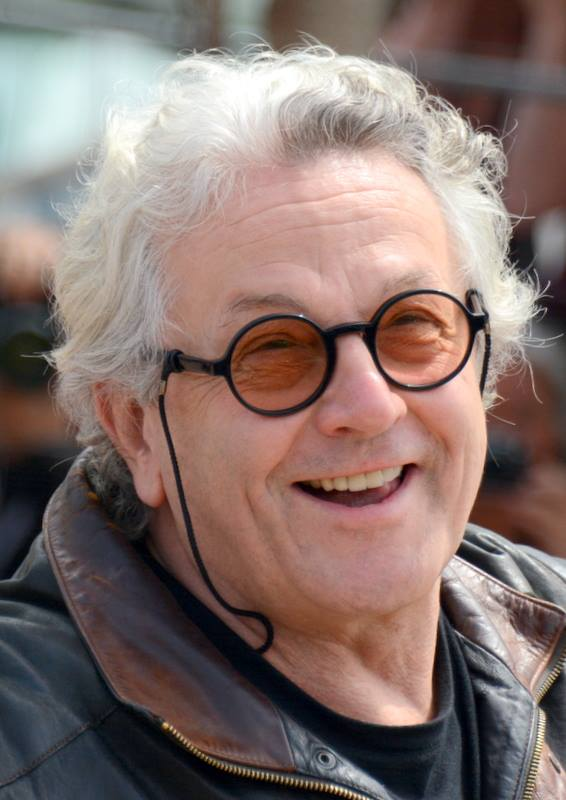
George Miller
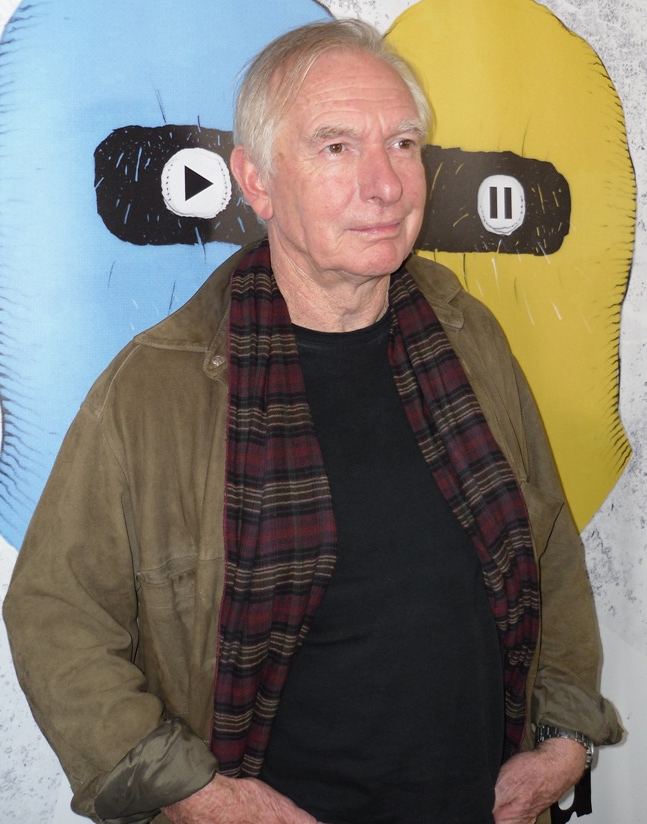
Peter Weir